# Kaakkurilammi (Pajala socken, Norrbotten)
Kaakkurilammi är en sjö i Pajala kommun i Norrbotten och ingår i Torneälvens huvudavrinningsområde.